# Cirsium charkeviczii
Cirsium charkeviczii là một loài thực vật có hoa trong họ Cúc. Loài này được Barkalov mô tả khoa học đầu tiên năm 1992.